# Tanguy Viel
Pour les articles homonymes, voir Viel.
Tanguy Viel, né le 27 décembre 1973 à Brest, est un écrivain français.

## Biographie
Après une enfance en Bretagne, Tanguy Viel vit successivement à Bourges, Tours puis Nantes avant de venir s'installer près d'Orléans.
Il est pensionnaire de la Villa Médicis en 2003-2004. Publié dès son premier ouvrage par les éditions de Minuit, il reçoit le prix Fénéon et le prix littéraire de la vocation pour son roman L'Absolue Perfection du crime, le Grand prix RTL-Lire et le Prix François-Mauriac de la région Aquitaine pour Article 353 du Code pénal.

## Style
Tanguy Viel est réputé pour une mise en place d’intrigues complexes, une réflexion sur quelques thèmes récurrents (les liens familiaux, les duperies, les inégalités de classes et les difficultés à prendre l’ascenseur social), et un travail formel. Il s’inscrit dans la tradition des éditions de Minuit, c’est-à-dire selon un modèle de distanciation. Ses romans mêlent romanesque et suspense. Bien qu’il ne le revendique pas lui-même, L'Absolue Perfection du crime, Insoupçonnable, Paris-Brest et Article 353 du Code pénal sont généralement considérés comme des romans policiers en raison d’éléments récurrents : des personnages de gangsters ou d’escrocs, des crimes soigneusement préparés, l’intervention de procès ou de grosses sommes d’argent.
Les stéréotypes sont cependant retravaillés et parfois mis en évidence par une forme de réflexivité. La Disparition de Jim Sullivan en est le meilleur exemple. Le lecteur est souvent invité à participer, « le narrateur n'a pas d'avance sur lui du point de vue de l'intrigue ». L'écriture est au service d'une enquête : c'est au lecteur de reconstruire le puzzle en désordre des faits.
Tanguy Viel emprunte également au cinéma, mais cela est surtout notable dans son style : les effets de montage, l'usage de l'ellipse, la mise en place de scènes fortes et la variation des points de vue.

Le style de Tanguy Viel se caractérise par sa précision et son économie. Ses phrases sont jugées longues et saccadées au service d’un style très dynamique. La notion de « musique » est également importante pour Tanguy Viel, qui commente son style de cette manière : 
Souvent le style c’est d’abord de fabriquer des phrases qui viennent naturellement. Le style c’est quelque chose qui vient un peu par bloc. Ce qui est très long et demande beaucoup de travail c’est de composer, d’enchaîner les paragraphes, pour qu’ils tombent en cascade les uns sur les autres, pour qu’il y ait une forme de fluidité ou d’évidence du récit, pour qu’on ait le sentiment que chaque chose est absolument nécessaire et à sa place. Et cela prend beaucoup de temps."
Un effet d’oralité est visible : tous ses romans sont des monologues intérieurs de personnages issus de classes socioculturelles peu cultivées qui pratiquent ainsi souvent la dislocation ou la répétition. Le discours du narrateur est justement en perpétuelle tension, parasité par celui des autres personnages et souvent incertain du langage qu’il manipule. La narration est brouillée par un usage hétérogène du présent de l’indicatif. Pour Tanguy Viel, le but n’est « pas tant de savoir si l’acte est juste ou non, mais si le narrateur a réussi à raconter sa vie, à la reconstruire sous forme de récit ». L’humour et l’ironie interviennent souvent, même si Article 353 du Code pénal, par exemple, reste assez sombre et plus réaliste que les autres. Son écriture a beaucoup évolué, comme il l’explique : 

« J’ai commencé à écrire il y a vingt ans dans un épais brouillard […]. Mon langage flottait […]. Et puis peu à peu, l’écriture a fini par faire ce que je lui demande depuis vingt ans : me déposer sur un sol, s’approcher des choses, les circonscrire dans le langage. Mais ce n’est pas un changement de vision, c’est seulement une confiance augmentée, travaillée au fil du temps, dans les liens du langage avec le monde. Peu à peu je parviens à habiter une langue qui a ses connivences dans le réel, qui s’ouvre à sa propre confiance, presque transitive. Les mots et les choses se reconnectent et la vie circule des uns aux autres »

## Œuvres
- 1998 : Le Black Note, Les Éditions de Minuit,  (ISBN 2-7073-1631-8)
- 1999 : Cinéma, Les Éditions de Minuit,  (ISBN 2-7073-1670-9)
- 2000 : Tout s'explique : réflexions à partir d'« Explications » de Pierre Guyotat, Inventaire-Invention, Paris  (ISBN 2-914412-04-5)
- 2001 : L'Absolue Perfection du crime, Les Éditions de Minuit,  (ISBN 2-7073-1765-9) – prix Fénéon et prix littéraire de la vocation 2002
- 2002 : Maladie, Inventaire-Invention, Paris,  (ISBN 2-914412-19-3)
- 2006 : Insoupçonnable, Les Éditions de Minuit,  (ISBN 2-7073-1941-4)
- 2009 : Paris-Brest, Les Éditions de Minuit,  (ISBN 9782707320636) – adapté à la télévision en 2020 par Philippe Lioret sur Arte[13]
- 2009 : Cet homme-là, éd. Desclée de Brouwer, Paris,  (ISBN 978-2-220-06128-3)
- 2010 : Hitchcock par exemple, illustrations de Florent Chavouet, éditions Naïve.
- 2010 : Un jour dans la vie, Librairie Passages, Lyon
- 2013 : La Disparition de Jim Sullivan, Les Éditions de Minuit,  (ISBN 978-2-7073-2294-4)[14]
- 2017 : Article 353 du Code pénal, Les Éditions de Minuit  (ISBN 978-2-7073-4307-9) – Grand prix RTL-Lire[2] et prix François-Mauriac de la région Aquitaine[15]
- 2019 : Icebergs (essai), Les Éditions de Minuit,  (ISBN 978-2-7073-4574-5), 128 p.[16]
- 2019 : Travelling, en collaboration avec Christian Garcin, éditions JC Lattès (rééd. Points Aventures no P5205)
- 2021 : La Fille qu'on appelle, Les Éditions de Minuit,  (ISBN 978-2-7073-4732-9), 174 p.
- 2024 :  Vivarium, Les Éditions de Minuit,  (ISBN 978-2-7073-4978-1), 139 p.

## Filmographie
En 2022, Tanguy Viel co-signe le scénario de L'Innocent avec Louis Garrel, qui en est également le réalisateur.

## Distinctions
- 2001 : Prix Fénéon pour L'Absolue Perfection du crime
- 2002 : Prix littéraire de la vocation pour L'Absolue Perfection du crime
- 2023 : César 2023 : Meilleur scénario original pour L'Innocent